# Subdivision de Djibouti
La république de Djibouti comprend 5 régions, 20 sous-préfectures, 3 communes, 6 arrondissements. Djibouti-ville dispose pour sa part d’un statut spécial qui en fait une collectivité locale à part entière. Outre Djibouti-ville, les autres collectivités locales sont les régions et les communes. Ces autorités décentralisées s’administrent librement par des conseils élus, ce sont des personnes morales de droit  public jouissant d'une autonomie financière. Les collectivités locales règles leurs affaires sous le contrôle des préfets et sous-préfets. Les représentants de l’État veille aux respects des lois et règlements. Les sous-préfectures et les arrondissements constituent pour leur part des autorités administratives.  

## Historique
La première division administrative du territoire, en 1914, défini deux zones outre la ville de Djibouti : les sous-préfectures « dankali » et « issa ». Avec l'occupation du territoire à la fin des années 1920, sont créés les cercles de Tadjourah et de « Gobad-Dikkil ». En 1939, le cercle d'Ali Sabieh est extrait du dernier. En 1963, le cercle d'Obock est créé par division de celui de Tadjoura.
En 1967, le cercle de Djibouti est transformé en sous-préfectures, alors divisé en trois arrondissements.
Après l'indépendance en 1977, les cercles deviennent des régions.
La dernière modification importante de la carte administrative du territoire est la création de la région d'Arta en 2003.

## Régions

Carte des régions de Djibouti.

Djibouti est subdivisée en cinq régions. Depuis 2011, le législateur a modifié la dénomination des conseils délibérants au sein des régions ; en effet, l’« assemblée régionale » a été modifiée en « conseil régional ». Les membres du conseil régional ne peuvent cumuler le mandat d’élu local avec celui de député. Les membres des conseils régionaux ne peuvent pas non plus être membre du gouvernement. Les membres du conseil régional sont élus au « suffrage universel direct et au scrutin de liste à deux tours, avec dépôt de listes comportant autant de candidats que de sièges à pourvoir, sans panachage ni vote préférentiel ». Les assemblées délibérantes auprès des régions sont élues pour 5 ans. Les membres du conseil régional élisent à la majorité absolue un président pour 5 ans. Celui-ci est l’exécutif local. Il représente la collectivité locale devant les tribunaux, convoque les assemblées délibérantes, fixe l’ordre du jour. Il gère aussi administrativement et financièrement la région.

### Nom des régions
| Régions             | Préfectures / Sous-préfectures | Distance au Chef-lieu (km) | Nom en arabe   | Nom en somali       | Nom en afar      | Surface (km²) | Population |
| ------------------- | ------------------------------ | -------------------------- | -------------- | ------------------- | ---------------- | ------------- | ---------- |
| Région de Djibouti  | Djibouti                       | Capitale                   | جيبوتي         | Gobolka Jabuuti     | Rakaakay Gabuuti | 200           | 748,000    |
| Région d'Arta       | Arta                           | Préfecture                 | إقليم عرتا     | Gobolka Carta       |                  | 1,800         | 40,163     |
|                     | Damerjog                       | 50                         |                |                     |                  |               |            |
|                     | Karta                          | 50                         |                |                     |                  |               |            |
| Région d'Ali Sabieh | Ali Sabieh                     | Préfecture                 | إقليم على صبيح | Gobolka Cali Sabiix |                  | 2,400         | 71,640     |
|                     | Ali Addé                       | 30                         |                |                     |                  |               |            |
|                     | Holl-Holl                      | 50                         |                |                     |                  |               |            |
| Région de Dikhil    | Dikhil                         | Préfecture                 | إقليم دخيل     | Gobolka Dikhil      | Rakaakay Dikhil  | 7,200         | 83,409     |
|                     | Mouloud                        | 18                         |                |                     |                  |               |            |
|                     | As Eyla                        | 45                         |                |                     |                  |               |            |
|                     | Yoboki                         | 60                         |                |                     |                  |               |            |
| Région de Tadjourah | Tadjourah                      | Préfecture                 | إقليم تجوراء   | Gobolka Tajoora     | Rakaakay Tagórri | 7,100         | 89,567     |
|                     | Randa                          | 50                         |                |                     |                  |               |            |
|                     | Adaylou                        | 50                         |                |                     |                  |               |            |
|                     | Lac Assal                      | 63                         |                |                     |                  |               |            |
|                     | Dora                           | 82                         |                |                     |                  |               |            |
| Région d'Obock      | Obock                          | Préfecture                 | إقليم أوبوخ    | Gobolka Obokh       | Rakaakay Obock   | 4,700         | 37,856     |
|                     | Khor-Angar                     | 60                         |                |                     |                  |               |            |
|                     | Alaïli dada                    | 70                         |                |                     |                  |               |            |

| Nom        | Type   | Code ISO 3166 |
| Ali Sabieh | Région | DJ-AS         |
| Arta       | Région | DJ-ARTA       |
| Dikhil     | Région | DJ-DI         |
| Obock      | Région | DJ-OB         |
| Tadjourah  | Région | DJ-TA         |

## Sous-préfectures

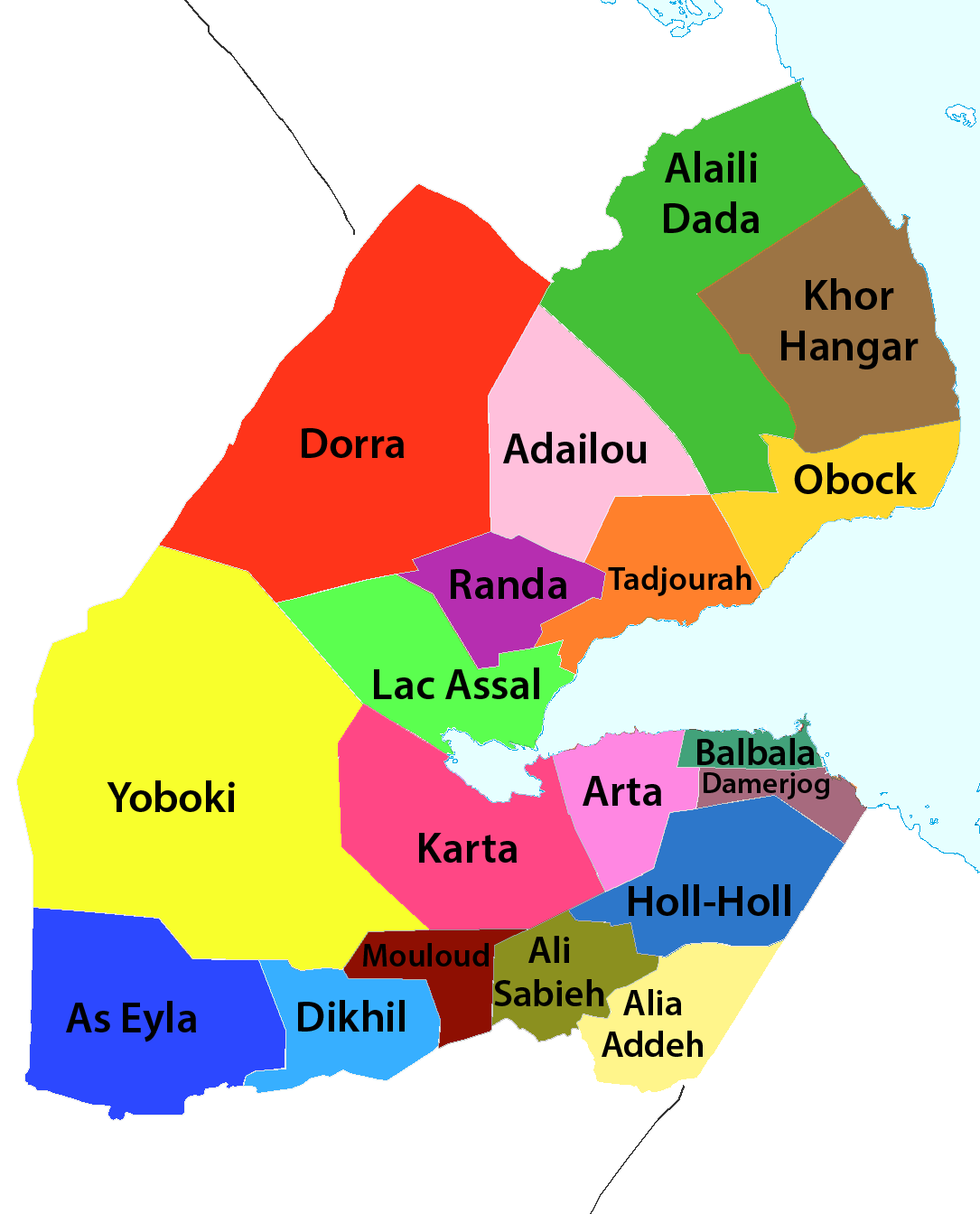
Carte des sous-préfectures de Djibouti.

- Sous-préfecture d'Adaylou
- Sous-préfecture d'Ali Adde
- Sous-préfecture d'Ali Sabieh
- Sous-préfecture d'Arta
- Sous-préfecture d'As Eyla
- Sous-préfecture de Balho
- Sous-préfecture de Dadda'to
- Sous-préfecture de Dikhil
- Sous-préfecture de Djibouti
- Sous-préfecture de Dorra
- Sous-préfecture de Galafi
- Sous-préfecture de Holhol
- Sous-préfecture de Khor Angar
- Sous-préfecture de Lac Assal
- Sous-préfecture de Moulhoule
- Sous-préfecture de Mousa Ali
- Sous-préfecture d'Obock
- Sous-préfecture de Randa
- Sous-préfecture de Tadjourah
- Sous-préfecture de Yoboki

## Communes
La république de Djibouti est divisée en 3 communes (Ras Dika, Boulaos et Balbala). Les communes sont organisées autour d’une assemblée délibérante (conseil communal) et de son exécutif (président). Le nombre d’élus est proportionnel au nombre d’électeurs, ainsi, le cadre légal prévoit un élu pour mille (1000) électeurs. Le conseil communal se réunit « au moins une fois par trimestre en session ordinaire ». les élus ne peuvent délibérer que lorsque 2/3 des élus (ou leur mandataire) sont présents. Un membre du conseil peut donner mandat à un ses collègues, afin qu’il puisse voter à sa place. Les votes se font à main levée et les décisions sont prises à la majorité absolue. En cas d’égalité, la voix du président du conseil communal est prépondérante. Le président du conseil communal est une autorité décentralisée, mais il dispose aussi de certaines compétences administratives et judiciaires qui ont font un agent à la fois décentralisé et déconcentré. En effet, le président du conseil communal préside le tribunal coutumier de 1er degré et gère au nom de l’État les dossiers d’état civil. 

### Nom des communes
| Nom      | Type    |
| Ras Dika | Commune |
| Boulaos  | Commune |
| Balbala  | Commune |

## Djibouti ville
La ville de Djibouti est une collectivité locale disposant d’une assemblée délibérante (conseil de Djibouti) et d’un exécutif (maire). Le conseil de Djibouti comprend 35 membres issus des 3 conseils communaux, « à raison de 5 représentants pour la commune Ras Dika ; 20 représentants pour la commune Boulaos et 10 représentants pour la commune Balbala ». Le préfet convoque lors de la première séance du conseil communal un vote, afin d’élire les membres du conseil de Djibouti. Le maire est, pour sa part, élu en séance extraordinaire. Le représentant de la ville de Djibouti est assisté par des adjoints. Le maire dispose de certaines administratives, effet, il est officier de l’état civil et officier  de la police judiciaire. Le maire peut être suspendu par le ministre de l’Intérieur en cas de faute lourde. Les membres du conseil de la ville peuvent aussi désavouer l’exécutif. Les élus de la ville de Djibouti ont compétence pour délibérer sur tout sujet à l’exception de la  « défense nationale ; la politique étrangère ; de la monnaie ; de la justice et de la fiscalité nationale ».Les ministères sectoriels collaborent avec les élus locaux de la ville de Djibouti, afin de mettre en place les stratégies nationales, notamment sur les questions sanitaires, de sécurité, ou d’emploi, etc.

## Compétences du maire
Le maire de Djibouti à l’image des présidents des communes exerce des compétences, à la fois, comme autorité décentralisée (prise au nom de la collectivité locale) et autorité représentant l’État. 
Les compétences du maire en tant qu’autorité décentralisée :
Le maire gère administrativement la collectivité locale, il contrôle les établissements publics créés par l’assemblée délibérante, il représente la collectivité locale devant les tribunaux. Il est garant de la conservation des biens de la ville. Le maire est aussi l’ordonnateur du budget de l’autorité infranationale, la charge d’exécuter les décisions du conseil délibérant lui revient. Le représentant de la ville conçoit et met en place le plan de développement de la ville, il est aussi garant de la préservation et la réalisation des équipements publics. Le maire est une autorité de police administrative, il exerce cette compétence au nom de la collectivité et son objectif est de contrôler et prévenir. Ainsi, il assure l’ordre dans « les rues, places, voies publiques, quais », il veille à la salubrité publique en enlevant tout ce qui obstrue les artères de la ville. Le maire doit contrôler les produits comestibles vendus dans les marchés et doit aussi prendre des mesures de prévention en cas de catastrophe naturelle. 
Les compétences exercées par le maire au nom de l’État :
L’exécutif de la ville de Djibouti est chargé de la publication des lois et règlements. Il est officier de la police judiciaire, contrairement à la police administrative, la police judiciaire à un caractère répressif. Le maire est également président du tribunal coutumier au 2ème degré. Enfin, dans le cadre de ses compétences exercées au nom de l'Etat, il est aussi officier d’état civil. 

## Le rôle des préfets
Les préfets représentent l’État à l’échelle local. Les préfets de région agissent dans les régions, le préfet de la ville de Djibouti a compétence dans la ville de Djibouti et les sous-préfets dans les communes. Les préfets surveillent les services déconcentrés de l’État, et s’assurent de leur bon fonctionnement. Les préfets dans les régions doivent collaborer avec les ministères, notamment lorsqu’ils élaborent les programmes d’actions, cela dans l’objectif de répondre au mieux aux demandes locales. Les représentants de l’État ont la charge de contrôler les actes des collectivités locales ; les mandataires de l’État s’assurent que les délibérations des élus locaux sont conformes au cadre légal et règlementaire. Comme dans la majorité des États d’Afrique francophone, le contrôle de légalité mené par les représentants de l’État en république de Djibouti se fait a posteriori. Les délibérations des autorités infranationales sont reconnues exécutoires dès qu’ils sont transmis aux préfets. Si ces derniers observent que les actes des collectivités locales sont entachés d’illégalité, ils saisissent les tribunaux administratifs, afin de les faire annuler. La saisine du juge administratif par le préfet n’a pas d’effet suspensif. 